# Shozo Michikawa
Shōzō Michikawa (Hokkaidō 1953) es un ceramista de origen japonés especializado en la fabricación de piezas para la Ceremonia del té japonesa o chanoyu.

## Biografía
Shōzō Michikawa nació en la prefactura japonesa de Hokkaido en el año 1953. Tras licenciarse en Economía en la Universidad Aoyama Gakuin en 1975 inició su carrera profesional en el sector empresarial del país nipón. 
No fue hasta años más tarde cuando descubrió su pasión por la Alfarería mientras tomaba clases nocturnas de iniciación a la cerámica. A diferencia de otros ceramistas cuya pasión inicia a edades tempranas, Shozo no tuvo su primer contacto con el barro hasta alcanzar la treintena. 
Después de varios años en los que compaginó su vida laboral con esta nueva afición, decidió abandonar el mundo empresarial y dedicarse por completo a la confección de piezas de cerámica.
A lo largo de su carrera como ceramista, Shōzō ha realizado más de cincuentena de exposiciones personales tanto en Japón como en el extranjero. Desde sus inicios, ha participado además en numerosas exposiciones colectivas por todo el planeta.
En el año 2005 se convirtió en el primer ceramista extranjero en exponer sus obras dentro de la conocida como Ciudad Prohibida en Beijing, China en el evento "Shozo Michikawa: The Forbidden City". Esto terminó de lanzar su estrellato convirtiéndolo en un ceramista de fama internacional. Más de la mitad de las obras expuestas fueron reunidas nuevamente en Londres, Reino Unido, en el año 2005 en la segunda parte de esta exposición.
Shōzō Michikawa coorganiza y ejerce como director artístico en el Festival Internacional de Arte Cerámico de Sasama en la Prefectura de Shizuoka, Japón (ICAF Sasama / International Ceramic Art Festival Sasama) que se celebró en los años 2011, 2013  y 2015.

## Exposiciones personales

### Japón
| - 1995 : Osaka, Hankyu Department Store Gallery - 1997 : Tokio, Tokyu Department Store Gallery - 2000 : Tokio, Tobu Department Store Gallery - 2000 : Kurashiki, Mitsukoshi Department Store Gallery - 2001 : Tokio, Tobu Department Store Gallery - 2003 : Shizuoka, Matsuzakaya Department Store Gallery - 2003 : Tokio, Tobu Department Store Gallery - 2005 : Shizuoka, Wa-noi | - 2007 : Tokio, Gallery Tokyo Eizo - 2008 : Nagoya, Galerie Hu - 2009 : Osaka, Gallery Oyama - 2011 : Nagoya, Galerie Hu - 2013 : Tokio, Nihonbashi MITUKOSHI Art Gallery - 2014 : Nagoya, Galerie Hu - 2016 : Seto, Seto Ceramics and Glass Art Center - 2019 : Kioto, Sokyo Gallery - 2019 : Nagoya, Galerie hu |

### Otros países
| - 1996 : Manila, Hiraya Gallery - 1997 : Manila, Hiraya Gallery - 2001 : Ulán Bator, Art Gallery - 2003 : Manila, Izukan Gallery - 2004 : Londres, Galerie Besson - 2005 : Manila, Izukan Gallery - 2005 : Pekín, Ciudad Prohibida - 2005 : Shandong, Shandong Museum - 2005 : Asheville, Blue Spiral Gallery - 2006 : Bruselas, Plus Contemporary Gallery - 2007 : Manila, Izukan Gallery - 2007 : Londres, Galerie Besson - 2008 : París, Clara Scremini Gallery - 2009 : Londres, Galerie Besson - 2011 : Leipzig, Terra Rossa - 2011 : Bruselas, Plus Contemporary Gallery - 2011 : Nueva York, Cavin Morris Gallery - 2011 : Londres, Erskine Hall & Coe - 2012 : París, Galerie Hélène Porée | - 2012 : Quebec, Centre Materia - 2013 : Génova, Gallery Peter Kammermann - 2013 : Londres, Erskine Hall & Coe - 2014 : París, Galerie Hélène Aziza - 2014 : Fráncfort, Galerie Friedrich Mueller - 2015 : Bruxelles, Plus Contemporary Gallery - 2015 : París, Mizen Gallery - 2015 : Londres, Erskine Hall & Coe - 2016 : Faenza, Museo Carlo Zauli - 2016 : Singapur, Di Legno Gallery - 2016 : Fráncfort, Galerie Friedrich Mueller - 2016 : Santiago, Centro Cultural Las Condes in Santiago - 2017 : Manila, Silverlens Gallery - 2017 : Concord, Lacoste Gallery - 2017 : Londres, Erskin, Hall&Coe - 2018 : Milán, Officine Saffi - 2018 : Fráncfort, Galerie Friedrich Muller - 2018 : París, Mizen Fine Art International |

## Workshops

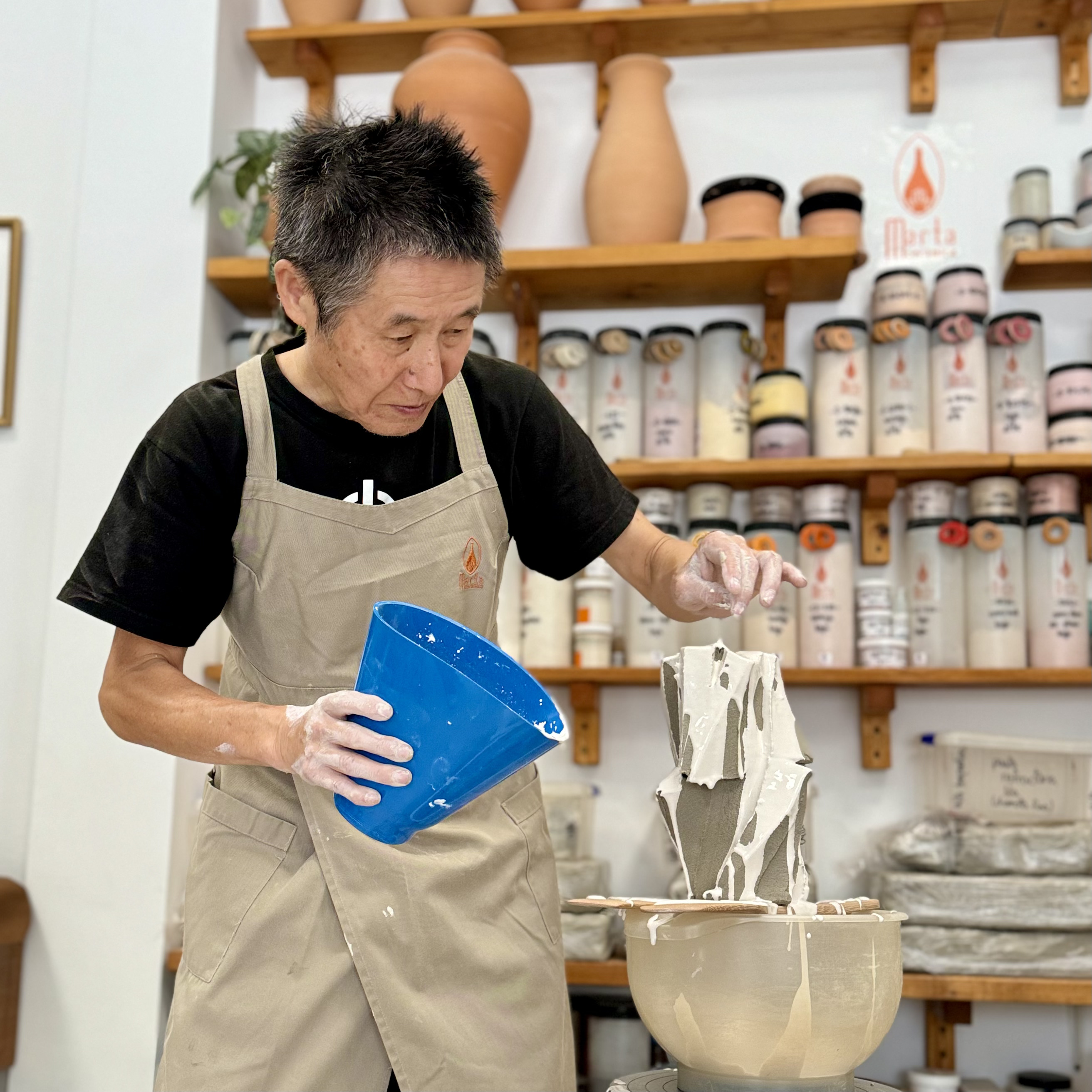
Shozo Michikawa durante una demostración de cerámica en el taller Marta Cerámica en Madrid, 2024.

Shozo Michikawa ha impartido numerosos talleres a lo largo de su carrera en diversas partes del mundo, centrándose principalmente en técnicas de la cerámica japonesa. He aquí algunos ejemplos:
| - 2019 : Basilea, Lehmhuus - 2024 : Hong Kong, Lump Studio | - 2024 : Basilea, Lehmhuus - 2024 : Madrid, Marta Cerámica |